# 全树仁
全树仁（1930年8月26日—2008年12月1日），男，辽宁新民人，中华人民共和国政治人物。曾任中共辽宁省委书记、辽宁省人大常委会主任、中共中央委员、全国政协常委。

## 生平
1948年在中共中央东北局青委工作，任抚顺西露天矿工会分会主席、党支部书记，抚顺西露天矿党委组织部副部长。1953年任中共辽宁省抚顺市委组织部副处长、处长、办公室主任。1959年任抚顺钢厂党委副书记。
1966年文化大革命中受冲击，下放车间劳动。1969年任抚顺东岭钢厂建设指挥部总指挥。1971年任抚顺钢厂革命委员会生产组组长、抚顺钢厂革委会副主任、抚顺钢厂党委书记兼厂长、中共抚顺市委常委。1979年任冶金工业部军工办公室负责人。1980年任中共抚顺市委副书记、抚顺市市长、中共抚顺市委书记。1982年任中共辽宁省委常委、中共辽宁省委组织部代部长。1983年3月任中共辽宁省委书记、辽宁省省长。1985年6月任中共辽宁省委副书记、辽宁省省长。1986年4月至1993年9月任中共辽宁省委书记。1993年3月至1998年1月任辽宁省人大常委会主任。
2008年12月1日在沈阳逝世，享年78岁。告别式於12月5日在沈阳回龙岗革命公墓举行。